# Taichi
Taichi (jap. たいち, タイチ) – męskie imię japońskie.

## Możliwa pisownia
Taichi można zapisać używając wielu różnych znaków kanji i może znaczyć m.in.:
- 太一, „gruby/duży, jeden”[1]
- 多一, „wiele, jeden”
- 大地, „ziemia” (występuje też inna wymowa tego imienia: Daichi)

## Znane osoby
- Taichi Kokubun (太一), japoński aktor i keyboardzista
- Taichi Teshima (多一), japoński profesjonalny golfista
- Taichi Yamada (太一), japoński scenarzysta i powieściopisarz

## Fikcyjne postacie
- Taichi Kamiya (太一), bohater serii Digimon
- Taichi Mashima (太一), bohater mangi i anime Chihayafuru
- Taichi Tanaka (大智), bohater mangi i anime Tari Tari
- Taichi Yaegashi (太一), główny bohater serii Kokoro Connect